# ファリド・エル・メラリ
ファリド・エル・メラリ（Farid El Melali (アラビア語: فريد الملالي、1997年7月13日 - ）はアルジェリアのサッカー選手。ポジションはFW。アンジェII所属。

## 経歴
2018年8月9日、アンジェSCOと4年契約を結んだ。同月25日のパリ・サンジェルマンFC戦でデビューした。